# Трапезников Сергій Павлович
Сергій Павлович Трапезников (19 лютого 1912, місто Астрахань, тепер Російська Федерація — 12 березня 1984, місто Москва) — радянський партійний діяч, завідувач відділу науки і навчальних закладів ЦК КПРС. Член ЦК КПРС у 1966—1984 роках. Депутат Верховної Ради СРСР 7—10-го скликань. Доктор історичних наук (1957), професор (1960), член-кореспондент Академії наук СРСР по Відділенню історії (історія СРСР) (23.12.1976).

## Життєпис
До 1925 року виховувався в дитячому будинку. З 1924 року наймитував у заможних селян, працював на лісопильному заводі.
У 1929—1934 роках — на комсомольській роботі в Середньоволзькому краї, брав участь в проведенні колективізації. На початку 1930-х років отримав інвалідність. 
Член ВКП(б) з 1931 року.
У 1935—1939 роках — завідувач партійного кабінету, завідувач культпропвідділу, 2-й секретар Вадинського районного комітету ВКП(б) Пензенської області. У 1939—1941 роках — 1-й секретар Наровчатського районного комітету ВКП(б) Пензенської області. У 1941—1942 роках — 1-й секретар Сердобського районного комітету ВКП(б) Пензенської області.
У 1942—1944 роках — завідувач сільськогосподарського відділу Пермського обласного комітету ВКП(б).
У 1944—1946 роках — слухач Вищої партійної школу при ЦК ВКП(б). У 1946 році закінчив екстерном історичний факультет Московського державного педагогічного інституту імені Леніна. У 1946—1948 роках — аспірант Академії суспільних наук при ЦК ВКП(б).
У 1948—1956 роках — директор Республіканської партійної школи при ЦК КП Молдавії, одночасно головний редактор журналу «Комуніст Молдавії». 
У 1956 році захистив докторську дисертацію на тему «Колективізація селянських господарств і організаційно-господарське зміцнення колгоспів (1927—1934 рр.). На матеріалах найважливіших зернових районів РРФСР Північно-Кавказького, Нижньо-Волзького і Середньо-Волзького країв».
У 1956—1959 роках — помічник секретаря ЦК КПРС Леоніда Брежнєва.
У 1960—1965 роках — проректор Вищої партійної школи при ЦК КПРС з наукової роботи.
У травні 1965 — серпні 1983 року — завідувач відділу науки і навчальних закладів ЦК КПРС.
З серпня 1983 року — персональний пенсіонер союзного значення в Москві.
Помер 12 березня 1984 року. Похований в Москві на Новодівочому цвинтарі.

## Основні праці
- «Ленін і Сталін про соціалістичне перетворення сільського господарства» (1949)
- «Сімнадцята Конференція ВКП(б)» (1950)
- «Боротьба партії більшовиків за колективізацію сільського господарства в роки першої сталінської п'ятирічки» (1951)
- «Історія Молдавської РСР. Т. 2» (1955)
- «Колгоспний лад — велике завоювання партії і народу» (1958)
- «Історичний досвід КПРС в соціалістичному перетворенні сільського господарства» (1959)
- «Комуністична партія в період наступу соціалізму по всьому фронту. Перемога колгоспного ладу в селі (1929—1932)» (1960, 1961)
- «Ленінізм і аграрно-селянське питання» (1967, 1974, 1983)
- «На крутих поворотах історії: з уроків боротьби з ревізіонізмом всередині марксистсько-ленінського руху» (1971, 1972)
- «Суспільні науки — могутній ідейний потенціал комунізму» (1974)
- «Інтелектуальний потенціал комунізму» (1976)

## Нагороди і звання
- два ордени Леніна
- орден Жовтневої Революції
- два ордени Трудового Червоного Прапора
- медалі